# روبرتو فلوريانو
روبرتو فلوريانو (بالإيطالية: Roberto Floriano) (14 أغسطس 1986 بآلب‌اشتاد في ألمانيا - ) هو لاعب كرة قدم إيطالي في مركز الهجوم. لعب مع بوتيف فراتسا ونادي ألساندريا ونادي بيزا ونادي بيستويسي ونادي مانتوفا ونادي سيرينيو كالتشيو 1913 وUSC Colognese ‏ وASD Barletta 1922 ‏ وTritium Calcio 1908 ‏.

## وصلات خارجية
- روبرتو فلوريانو على موقع قاعدة بيانات كرة القدم.إي يو (الإنجليزية)
- روبرتو فلوريانو على موقع Soccerway.com (الإنجليزية)